# Countess of Dufferin Range
Countess of Dufferin Range är ett berg i Kanada.   Det ligger i provinsen British Columbia, i den sydvästra delen av landet, 3 900 km väster om huvudstaden Ottawa. Toppen på Countess of Dufferin Range är 205 meter över havet. Countess of Dufferin Range ligger vid sjön Weare Lake.
Terrängen runt Countess of Dufferin Range är kuperad. Trakten runt Countess of Dufferin Range är nära nog obefolkad, med mindre än två invånare per kvadratkilometer.. Det finns inga samhällen i närheten. 
I omgivningarna runt Countess of Dufferin Range växer i huvudsak barrskog.